# 城定秀夫
城定 秀夫（じょうじょう ひでお、1975年9月2日 - ）は、日本の映画監督、脚本家、編集技師である。

## 来歴
1975年9月2日、東京都八王子市に生まれる。武蔵野美術大学造形学部映像学科在学中より8ミリ映画を制作。同大学を卒業したのち、ピンク映画やオリジナルビデオで助監督を務めた。2003年、『味見したい人妻たち』で映画監督デビュー。同作品で2003年度ピンク大賞の新人監督賞を受賞した。その後、『デコトラ・ギャル 奈美』や『静かなるドン 新章』、『18倫』などの作品を手がけている。2010年に開催された『城定秀夫特集上映～その男JOJOにつき～』では、代表作16本が上映された。
2019年、2020年には劇場公開されていないオリジナルビデオ作品を中心に『秋の城定祭り2019 in ポレポレ東中野』、『冬の城定祭り2020 in シネマスコーレ～（約）2日撮りの世界～』とそれぞれ題して各劇場で特集上映された。
2017年、2019年と監督作がピンク大賞作品賞を受賞。
2021年4月3日から愛知・シネマスコーレにて特集上映「JOJO時短映画祭」を開催。同年6月、第30回日本映画プロフェッショナル大賞監督賞を受賞。
2023年、第36回東京国際映画祭「Nippon Cinema Now」部門では城定秀夫監督特集が組まれ、4作品が英語字幕付きで上映される。

## 人物
2018年時点（監督デビューから15年）で100本以上の作品を監督し、「早撮りの城定」の異名を持つ。作家性のこだわりがなく、職業監督として予算と時間の効率を考えた産物だったが、当時フィルム撮影だったピンク映画出身という点、高校時代に見た名画座作品も影響があると答えている。『アルプススタンドのはしの方』のプロフィール欄では「どんなジャンルやお題でも傑作に仕上げる映画料理人的な職人監督」と紹介された。

## 受賞歴
- 2020年 - 第30回日本映画プロフェッショナル大賞 -監督賞（『アルプススタンドのはしの方』）
- 2020年 - 第12回TAMA映画祭 - 特別賞（『アルプススタンドのはしの方』）
- 2020年 - 第42回ヨコハマ映画祭 - 監督賞（『アルプススタンドのはしの方』『性の劇薬』）
- 2020年 - サンディエゴLGBTQ映画祭 - 最優秀国際長編作品賞(『性の劇薬』）
- 2022年 - ロサンゼルス日本映画祭 - 最優秀長編作品賞(『夜、鳥たちが啼く』)
- 2022年 - 第24回ウディネ・ファーイースト映画祭 - 脚本賞(今泉力哉と共同)(『愛なのに』）
- 2023年 - 第36回東京国際映画祭 - 特集上映「Nippon Cinema Now監督特集 映画の職人 城定秀夫という稀有な才能」
- 2024年 - 東京ドラマアウォード - 作品賞・単発ドラマ部門優秀賞(『ブラック・ジャック』)
- 2024年 - 第14回衛星放送協会オリジナル番組アワード - コンテンツ展開部門審査員激励賞(『#OZU〜小津安二郎が描いた物語〜』)
- 2025年 - 第45回ポルト国際映画祭 - 審査員特別賞(『嗤う蟲』)
- 2025年 - 第27回ウディネ・ファーイースト映画祭 - 脚本賞(内藤瑛亮と共同)(『嗤う蟲』)
- 2025年 - 第29回プチョン国際ファンタスティック映画祭 - 最優秀賞アジア作品特別表彰・NETP AC賞(『Young &Fine』脚本)

## フィルモグラフィー

### 映画
- 味見したい人妻たち（2003年） - 監督・脚本
- 情け無用の刑事(デカ)まつり「刑事ローグ」（2005年） - 監督・脚本
- 人妻(裏)盗撮 背徳の情交（2005年） - 脚本
- ヒロ子とヒロシ（2007年） - 脚本
- 妖女伝説セイレーンX（2008年） - 監督・脚本
- ガチバン（2008年） - 監督・脚本
- 蒼空（2008年） - 監督・脚本
- ホームレスが中学生（2008年） - 監督・脚本
- 壷姫ソープ ぬる肌で裏責め（2009年） - 脚本
- 新宿区歌舞伎町保育園（2009年） - 監督
- 18倫（2009年） - 監督・脚本・編集
- 静かなるドン 新章
  - Vol. 1（2009年） - 監督・脚本
  - Vol. 2（2009年） - 監督・脚本
- ドメスティック
  - （2010年） - 監督・脚本
  - 完結編（2010年） - 監督・脚本
- キシメンちゃん（2010年） - 監督・脚本
- 多感な制服 むっちり潤い肌（2010年） - 脚本
- タナトス（2011年） - 監督・脚本・編集
- ラブ&ソウル（2012年） - 監督・脚本
- 人妻セカンドバージン 私を襲って下さい（2013年） - 監督・脚本[13]
- いっツー THE MOVIE
  - （2014年） - 監督・脚本・編集
  - THE MOVIE2（2014年） - 監督・脚本・編集
- 猫侍（2014年） - 脚本
- 新人巨乳 はさんで三発!（2014年） - 脚本
- 桃木屋旅館騒動記（2014年） - 監督・脚本[14]、城定夫名義
- わるいおんな（2015年） - 監督・脚本[15]、城定夫名義
- 張り込みメシ（2015年） - 監督
- 悦楽交差点 オンナの裏に出会うとき（2015年） - 監督・脚本
- 汗ばむ美乳妻 夫に背いた昼下がり（2016年） - 監督・脚本
- 痴漢電車 マン淫夢ごこち（2016年） - 監督・脚本
- 舐める女（2016年8月20日） - 監督・脚本[16]
- 悦楽交差点（2016年8月21日） - 監督・脚本・編集[17]
- 劇場版 屍囚獄[18]
  - 起ノ篇（2017年） - 監督・脚本・編集
  - 結ノ篇（2017年） - 監督・脚本・編集
- 方舟の女たち（2017年） - 監督・脚本[19]
- 東映 presents HKT48×48人の映画監督たち「雨が降るまで」（2017年） - 監督[20]
- 恋の豚（2018年） - 監督・脚本・編集[21]
- 世界で一番美しいメス豚ちゃん（2018年） - 監督・脚本・編集
  - 「恋の豚」R18編集版
- 私の奴隷になりなさい
  - 第2章 ご主人様と呼ばせてください（2018年） - 監督・脚本[22]
  - 第3章 おまえ次第（2018年） - 監督・脚本[23]
- 新宿パンチ（2018年） - 監督・脚本[24]
- 性の劇薬（2020年） - 監督・脚本[25]
- アルプススタンドのはしの方（2020年） - 監督・編集[26]
- 花と沼（2020年）- 監督・脚本・編集[27]
- 欲しがり奈々ちゃん ～ひとくち、ちょうだい～（2021年）- 監督・編集[28]
- 扉を閉めた女教師（2021年）- 監督・脚本[29]
- 愛なのに（2022年） - 監督・脚本・編集[30]
- 猫は逃げた（2022年） - 脚本[31]
- 女子高生に殺されたい（2022年） - 監督・脚本 [32]
- ビリーバーズ（2022年） - 監督・脚本[33]。
- よだかの片想い（2022年） - 脚本[34]
- 夜、鳥たちが啼く（2022年） - 監督[35]
- 恋のいばら（2023年） - 監督・脚本[36]
- 銀平町シネマブルース（2023年） - 監督[37]
- 放課後アングラーライフ（2023年）- 監督・脚本[38][39]
- セフレの品格 初恋（2023年） - 監督・脚本[40]
- セフレの品格 決意（2023年） - 監督・脚本[41]
- YOUNG & FINE（2024年） - 脚本[42]
- 嗤う蟲（2025年1月24日公開） - 監督・脚本
- 悪い夏（2025年3月20日公開） - 監督

### オリジナルビデオ
- 人妻猥褻事件簿 露出投稿マニア（2003年） - 監督・脚本
- 暴行高速バス 欲望の雫（2004年） - 脚本
- 飼育の教室 疑惑の化学実験室（2004年） - 監督・脚本
- 新 高校教師 ひと夏の思い出（2004年） - 監督・脚本
- 新任バスガイド あいのり欲望ツアー（2004年） - 監督・脚本
- 女教師痴漢調教 愛より速く（2005年） - 監督・脚本
- 若妻痴漢遊戯 それでも二人は（2005年） - 監督・脚本
- 失踪 僕が彼女を閉じ込めた理由（2005年） - 監督・脚本
- 新 高校教師 さくらんぼの季節（2005年） - 脚本
- 19 NINTEEN 女子大生 殺人レポート（2005年） - 監督
- 咲子の寿司 絶品・寿司対決!!（2005年） - 監督・脚本
- 奥様DEナイト（2005年） - 監督・脚本
- くりいむレモン 夢のあとに（2006年） - 監督・脚本
- 新任女教師 二人だけの教育実習（2006年） - 監督
- 新 高校教師 桃色の放課後（2006年） - 監督・脚本
- 熟女ムンムン報告書 飽くなき欲望（2006年） - 監督・脚本
- ラーメン必見伝（2006年） - 監督・編集
- 姉妹教師監禁（2006年） - 脚本
- はぐれ学園
  - エロカワ女生徒がやってきた!（2006年） - 脚本
  - ゴージャス女教師が担任だ!（2006年） - 脚本
- ギネスの女房（2007年） - 監督
- 江戸女刑罰史　緊縛妖艶遊女（2007年） - 監督・脚本
- 隣人ポータビリティ（2007年） - 監督
- 隣の未亡人 幼妻エプロン日和（2007年） - 監督・脚本
- 江戸女刑罰史 女郎雲（2007年） - 監督・脚本
- デコトラ・ギャル 奈美（2008年） - 監督・脚本
- 山本直樹官能コレクション
  - アダルトビデオの作り方（2008年） - 監督・脚本
  - アダルトビデオができるまで（2008年） - 監督・脚本
- どれいちゃんとごしゅじんさまくん（2008年） - 監督・脚本
- 若葉学園チェリーボーイズ（2009年） - 監督・脚本・編集
- 本当にあったエロい話（2009年） - 監督・脚本
- ユリア100式（2009年） - 監督・脚本・編集
- 乱れ喰い（2009年） - 監督・脚本、「城定夫」名義
- 乱艶母（2009年） - 監督・脚本・編集、「城定夫」名義
- 禁義妹（2009年） - 監督・脚本、「城定夫」名義
- 淫乱看護師（2009年） - 監督・脚本、「城定夫」名義
- 18倫 アイドルを探せ!（2010年） - 監督・脚本
- デコトラ・ギャル奈美 爆走!夜露死苦編（2010年） - 監督・脚本・編集
- 懺悔〜松岡真知子の秘密〜（2010年） - 監督・脚本・編集
- デコトラ・ギャル 瀬菜（2010年） - 監督・脚本・編集
- 池袋ヤンキー戦争（2010年） - 監督・脚本・編集
- デコトラ・ギャル奈美 爆走!薔薇愛怒編（2011年） - 監督・脚本・編集
- エアセックス（2011年） - 監督・脚本
- ラブ&ドール（2011年） - 監督・脚本
- ヒン子のエロいい話（2011年） - 監督・脚本
- ヤンキーヘルパー（2011年） - 監督・脚本・編集
- 悦子のエロいい話～あるいは愛でいっぱいの海～（2011年） - 監督・脚本・編集
- ツクシのエロいい話（2012年） - 監督・脚本
- シリーズエロいい話 渚のマーメイド（2012年） - 監督・脚本
- デコトラ・ギャル麻里（2012年） - 監督・脚本・編集
- デコトラ・ギャル奈美 感動!夜露死苦編（2012年） - 監督・脚本・編集
- 女の犯罪史（2012年） - 監督・脚本・編集
- シリーズエロいい話 エスパーマミコ（2012年） - 監督・脚本・編集
- ヤンキーアイドル（2012年） - 監督・脚本
- ケイコ先生の優雅な生活（2013年） - 監督・脚本
- ネオン蝶 第三幕（2013年） - 監督・脚本
- ネオン蝶 第四幕（2013年） - 監督・脚本
- 妹の夏（2013年） - 監督・脚本、城定夫名義
- ハケン家庭教師の事件手帖（2013年） - 監督・脚本・編集、城定夫名義
- 人妻観察委員会（2014年） - 監督・脚本・編集、城定夫名義
- 美人妻白書 隣の芝は（2014年） - 監督・脚本・編集、城定夫名義
- 桃木屋旅館騒動記（2014年） - 監督・脚本・編集、城定夫名義
- わるいおんな（2014年） - 監督・脚本・編集、城定夫名義
- 悲しき玩具 伸子先生の気まぐれ（2015年） - 監督・脚本・編集
- 嘆きの天使 ナースの泪（2015年） - 監督・脚本
- 妹がぼくを支配する。（2016年） - 監督・脚本・編集、城定夫名義
- 義理の娘が眩しすぎて。（2016年） - 監督・脚本・編集、城定夫名義
- マッドムービー 遊園地残酷迷宮（2016年） - 監督・脚本・編集
- 韓国に嫁いだ女（2016年） - 監督・脚本・編集
- ラブアンドロイド 執事のアダムとぼっちな私（2016年） - 監督・脚本・編集
- 箱女 見られる人妻（2016年12月2日、製作：ブリーズ） - 監督・脚本
- 妻の秘蜜 ～夕暮れてなお～（2016年） - 監督・脚本・編集
- 僕だけの先生 ～らせんのゆがみ～（2017年） - 監督・脚本・編集
- わたしはわたし〜OL葉子の深夜残業〜（2018年） - 監督・脚本・編集
- ミク、僕だけの妹（2018年） - 監督・脚本・編集
- 覗かれる人妻 シュレーディンガーの女（2018年） - 監督・脚本・編集

### テレビドラマ
- 仮面天使ロゼッタ（1998年、テレビ東京） - 監督助手
- なれの果ての僕ら（2023年、テレビ東京） - 脚本・監督[43]
- OZU～小津安二郎が描いた物語～（2023年、WOWOW） - 脚本・監督[44]
- ブラックファミリア〜新堂家の復讐〜（2023年、読売テレビ・日本テレビ） - 監督・脚本[45]
- 95（2024年、テレビ東京）- 監督[46]
- ブラック・ジャック（2024年、テレビ朝日） - 監督[47]
- 死ぬほど愛して（2025年、ABEMA SPECIAL) - 監督・脚本

### ウェブドラマ
- オンナたちの告白 ～望美～（2023年9月、「オンナたちの告白」製作委員会）[48]
- オンナたちの告白 ～メグミ～（2023年9月、「オンナたちの告白」製作委員会）[49]